# 14318 Бузінов
14318 Бузінов (14318 Buzinov) — астероїд головного поясу, відкритий 26 вересня 1978 року.
Тіссеранів параметр щодо Юпітера — 3,638.